# Волшебник Изумрудного города
«Волшебник Изумрудного города» — сказочная повесть Александра Мелентьевича Волкова, написанная в 1939 году на основе сказки американского писателя Лаймена Фрэнка Баума «Удивительный волшебник из страны Оз» с некоторыми изменениями. Иллюстратором оригинального издания книги стал Николай Радлов.
С момента первой публикации повесть в дальнейшем неоднократно переиздавалась с различного рода авторскими правками, среди которых наиболее переработанной версией стало издание 1959 года. В этом издании впервые появились иллюстрации художника Леонида Владимирского. Повесть стала настолько популярной, что Волков по многочисленным читательским просьбам выпустил ещё пять собственных продолжений, которые тоже проиллюстрировал Владимирский.
За неимением специального, общего для всей серии названия, так называют и цикл, состоящий из продолжений этой сказки, написанных Волковым самостоятельно с незначительными заимствованиями.

## Сюжет
Девочка Элли живёт со своими родителями и пёсиком Тотошкой в штате Канзас. Тем временем в Волшебной стране, что находится за непроходимыми пустыней и горами, злая волшебница Гингема решает истребить весь род людской и наколдовывает ураган. Родители прячутся в погребе, а Элли и Тотошка волей случая остаются в домике-фургоне, и ураган подхватывает их вместе с фургоном. Дело в том, что добрая волшебница Виллина заставила ураган захватить только этот фургон, сбросить его прямо на голову Гингемы и раздавить её. Так и происходит, однако Виллина не предвидела того, что внутри кто-то окажется. Эта часть Волшебной страны называется Голубой страной, и здесь обитают Жевуны, которыми раньше правила Гингема, а сейчас они стали свободны и благодарят за своё спасение Элли, называя её могущественной феей (хотя девочка всячески это отрицает). Также очевидно, что люди во всей Волшебной стране ростом не выше Элли. Виллина, открыв свою волшебную книгу, сообщает, что вернуть её в Канзас может только волшебник Гудвин, Великий и Ужасный, который живёт в Изумрудном городе и правит им. По дороге Элли должна помочь трём существам в исполнении их заветных желаний. Перед уходом Тотошка, получивший, как и все здешние звери, возможность разговаривать, приносит Элли серебряные башмачки из пещеры Гингемы. На прощание Жевуны рассказывают, что в башмачках сокрыта неизвестная сила, и снабжают девочку провизией.
В пути Элли по очереди встречает ожившее пугало Страшилу, чьё заветное желание — получить мозги, Железного Дровосека, мечтающего вернуть утраченное сердце, и Трусливого Льва, которому недостаёт смелости, чтобы стать настоящим царём зверей. Все вместе они отправляются к Гудвину. Пережив много приключений (нападение Людоеда, два глубоких оврага, встречу с Саблезубыми Тиграми, переправу через реку, переход через коварное маковое поле), они становятся настоящими друзьями. На маковом поле Элли, Тотошка и Лев засыпают, но Дровосек спасает жизнь королеве полевых мышей Рамине, и она в благодарность велит подданным помочь вывезти с поля тяжёлого Льва. Элли с Тотошкой выносят чуть ранее на руках Страшила и Дровосек, и, когда Элли просыпается, Рамина дарит ей серебряный свисток, чтобы девочка могла вызвать её при необходимости. Компания добирается до Изумрудного города, где знакомится со Стражем Ворот Фарамантом и Длиннобородым Солдатом Дином Гиором. Гудвин, узнав, что Элли на своём домике «уничтожила» владычицу Голубой страны, соглашается выполнить их желания только при одном условии — они должны освободить Фиолетовую страну от злой волшебницы Бастинды, сестры погибшей Гингемы. Элли и её друзья считают такое предприятие безнадёжным, но решают попробовать.
Спустя время друзья попадают в Фиолетовую страну. Сначала им сопутствует удача, и они отражают нападения посланных Бастиндой волков, ворон, пчёл и подданных Фиолетовой страны, Мигунов, однако Летучие Обезьяны, вызванные Бастиндой при помощи волшебной Золотой Шапки, уничтожают Страшилу и Дровосека и связывают Льва. Элли остаётся невредимой только потому, что на ней серебряные башмачки, принадлежавшие Гингеме. Льва Бастинда сажает в клетку, тщетно надеясь взять его измором и впрячь в коляску. Элли она отправляет работать на кухню, где добрая кухарка старается выполнять за неё самую трудную работу. Потихоньку кухарка под влиянием Элли становится смелее и подговаривает других слуг поднять восстание. Дела идут быстрее, когда она подслушивает под дверью Бастинды, что их владычица во многом только запугивала их и уже истратила всё своё волшебство. Бастинда, в отличие от Элли, знает о силе башмачков своей сестры и планирует отобрать их у девочки. Наконец ей это почти удаётся, но Элли, возмущённая её коварством, забывает о страхе и в гневе обливает Бастинду водой из ведра, из-за чего злая волшебница тает. В последние мгновения жизни она признаётся, что ей была предсказана гибель от воды, и поэтому она всячески избегала её много лет. Освобождённые Мигуны, умелые мастера, возвращают к жизни Страшилу и Дровосека, причём Дровосека Мигуны просят стать их правителем, на что он отвечает, что должен сначала получить сердце. Также Элли забирает Золотую Шапку Бастинды, которая позволяла волшебнице управлять Летучими Обезьянами.
Друзья возвращаются с победой (при этом тратят одно желание Золотой Шапки, так как сбиваются с дороги), но Гудвин не спешит с исполнением их желаний. А когда они, наконец, добиваются аудиенции, то выясняют, что Гудвин на самом деле не волшебник, а всего лишь обычный человек, когда-то занесённый в Волшебную страну на воздушном шаре. Даже многочисленные изумруды, украшающие построенный им город, в большинстве своём — простое стекло, кажущееся зелёным из-за зелёных очков, которые обязаны носить все люди в городе (якобы для защиты глаз от ослепляющего блеска изумрудов). Несмотря ни на что, заветные желания спутников Элли всё-таки исполняются. На самом деле Страшила, Дровосек и Лев давно уже обладают качествами, о которых мечтали, и им просто не хватает веры в себя. Поэтому преподнесённые Гудвином символические мешочек с иголками и булавками, тряпичное сердце и напиток помогают друзьям «по-настоящему» обрести ум, сердце и смелость. Элли тоже получает возможность вернуться домой: Гудвин решает починить свой воздушный шар и вернуться в Канзас вместе с Элли и Тотошкой — он тоже родился и провёл молодость там, и, к тому же, ему надоело обманывать здешних людей и жить в постоянном страхе разоблачения. Своим преемником он перед отлётом назначает Страшилу, а жителям Изумрудного города говорит, будто отправляется к своему другу-волшебнику Солнце. К несчастью, в самый важный момент ветер обрывает верёвку, удерживающую шар, и Гудвин улетает один, вынужденно оставив Элли в Волшебной стране.
Элли хочет истратить второе желание Золотой Шапки на то, чтобы вернуться домой, но, к сожалению, Обезьяны не могут покидать пределов Волшебной страны. По совету Дина Гиора друзья, включая Страшилу, отправляются в Розовую страну, к доброй волшебнице Стелле. Пережив наводнение, они попадают в лес, где звери ищут защиты от огромного Паука. Смелый Лев побеждает Паука, и звери признают его своим царём. Потом на их пути встают горы, но их не пускают через свои владения Прыгуны, или, как они себя называют, Марраны. Элли, пользуясь Шапкой в третий раз, вызывает Летучих Обезьян, и они переносят друзей через горы по воздуху. Когда друзья встречаются со Стеллой, она открывает Элли тайну серебряных башмачков: они могут переносить своего владельца на любое расстояние, и если бы Элли знала об этом, то вернулась бы в Канзас сразу, как только раздавила Гингему своим домиком. Страшила, Дровосек и Лев возражают, что в этом случае они бы не исполнили своих желаний и не подружились бы. Стелла обещает с помощью Шапки дать Обезьянам три приказа отправить их к народам, правителями которых они стали, а затем планирует отдать Шапку самим Обезьянам, чтобы больше никто не злоупотреблял их могуществом. Элли прощается с друзьями, берёт Тотошку и загадывает переместиться в Канзас. Башмачки пропадают — в обычном мире нет места волшебству. Она встречается с родителями и рассказывает им о том, где побывала. Родители очень радуются, ведь всё это время они считали её погибшей. Позже папа отвозит её на ярмарку за новыми туфельками, где Элли неожиданно мимоходом встречает Гудвина.

## Персонажи
- Элли
- Тотошка
- Страшила
- Железный Дровосек
- Трусливый Лев
- Гингема
- Виллина
- Бастинда
- Стелла
- Гудвин
- Прем Кокус
- Фарамант
- Дин Гиор
- Лестар
- Фрегоза
- Рамина
- Людоед
- Саблезубые тигры
- Гигантский Паук
- Летучие обезьяны

## Разница версий
Существует множество изданий сказки, и их тексты зачастую не совпадают. Книга многократно перерабатывалась автором (после оригинального издания 1939 года известны отличающиеся версии 1941, 1959, 1963, 1971 и 1973 годов), и если ранние версии представляют собой перевод сказки Баума с добавлением и заменой некоторых эпизодов, то в поздних и образы персонажей, и объяснения событий значительно изменены, что создаёт свою, заметно отличающуюся от Оз атмосферу Волшебной страны.
Три наиболее известных версии и их основные особенности:
- Издание 1939 года — ближе всего к оригинальному тексту Баума:
  - Элли — сирота, живущая у дяди Джона и тёти Анны;
  - «ураганный погреб» расположен под домом;
  - ураган является стихийной случайностью;
  - Волшебную страну окружает только пустыня, но не Кругосветные горы;
  - ориентация частей Волшебной страны соответствует ориентации частей страны Оз; волшебницы, как и там, титулуются по сторонам света;
  - Тотошка не разговаривает;
  - из-под фургона торчат ноги Гингемы, которые внезапно исчезают от солнечного света, а оставшиеся от них серебряные башмачки Элли вручает Виллина (получается, что она не знала их секрета);
  - у ряда второстепенных персонажей нет имён;
  - в лесу между оврагами обитают тигромедведи;
  - национальный цвет Мигунов — жёлтый;
  - в горах к северу от Фиолетовой страны Болтунов живут безрукие коротыши с удлиняющимися шеями.
- Издание 1959 года:
  - Элли живёт с отцом Джоном и матерью Анной;
  - «ураганный погреб» расположен рядом с домом;
  - ураган вызван Гингемой;
  - появляется мотив исполнения заветных желаний трёх существ;
  - башмачки находит Тотошка в пещере[a] Гингемы уже после того, как Виллина покинула Голубую страну;
  - тигромедведи заменены на Саблезубых тигров;
  - получают имена Фарамант и Дин Гиор;
  - ориентация стран Жевунов и Мигунов «отзеркалилась» относительно друг друга[b], национальный цвет Мигунов изменён с жёлтого на фиолетовый[c], а Болтунов — с фиолетового на розовый, ближе к баумовскому красному; волшебницы титулуются по цветам стран;
  - Безрукие коротыши заменены на Прыгунов — анатомически правильных высоко прыгающих человечков, ударяющих неприятеля головами и кулаками.
- Третья версия (после 1973 года):
  - Страшила сначала говорит со множеством оговорок, постепенно переходя на правильную речь;
  - перед встречей с Людоедом Элли снимает башмачки, лишаясь таким образом магической защиты;
  - получают имена Флита, Лестар, Уорра;
  - упоминается, что напиток, который Гудвин дал Льву как смелость, был шипучим квасом с примесью валерьянки; в минское издание 1973 года в связи c этим также внесено уточнение, что его запах вызвал у Льва не недоверие, как в прежних редакциях, а удовольствие;
  - Прыгуны называют себя Марранами;
  - Железный Дровосек не говорит, что привезёт свою невесту в Фиолетовую страну;
  - убраны все упоминания слонов на территории Волшебной страны[d];
  - упоминается, что назначение Страшилы правителем Изумрудного города вызвало недовольство некоторых придворных (вероятно, намёк на будущее предательство Руфа Билана и ещё нескольких придворных).

Последние отличия, судя по всему, призваны лучше связать книгу с уже написанными к этому времени продолжениями. Помимо перечисленных выше крупных изменений, между этими изданиями существует множество мелких текстовых различий, таких как замена отдельных слов. Можно сказать, что сказка была полностью переписана несколько раз.

## Отличия версии 1959 года от оригинала

### Сюжетные расхождения
Хотя при желании можно кратко пересказать сюжет «Волшебника Изумрудного города» и «Удивительного Волшебника страны Оз» одними и теми же словами, различия между этими книгами весьма многочисленны и выходят далеко за рамки пересказа на другом языке и замены имён собственных, как может показаться с первого взгляда. Следует, однако, иметь в виду, что приводимый здесь список расхождений относится к классической редакции 1959 года. В редакции 1939 года отличий от Баума было значительно меньше.
- Главную героиню зовут Элли Смит, а не Дороти Гейл[e], и у неё есть родители (Джон и Анна), в то время как Дороти — сирота, живущая с дядей Генри и тётей Эм.
- У Баума Дороти живёт в домике, доски для которого был привезены в степь фургоном, у Волкова — в фургоне, снятом с колёс и поставленном на землю.
- Описание канзасской жизни девочки у Волкова менее мрачно, чем у Баума.
- Хоть у Баума Дороти и грамотна, но чтение занимает в её жизни весьма незначительное место. У Волкова Элли хорошо начитана, читала не только сказки, но и познавательные книги (например, про древних саблезубых тигров), привычно оставляет сообщения-надписи.
- У Баума всё повествование строится вокруг главной героини Дороти, у Волкова — вокруг Элли, но в начале одной из глав — вокруг Гингемы (в описании сотворения ей урагана).
- Ураган, принёсший Элли в Волшебную страну, вызван злой волшебницей Гингемой, желающей опустошить мир, а домик направлен на Гингему волшебством Виллины (у Баума был циклон — обычное стихийное бедствие, а гибель волшебницы — случайность).
- Во время урагана у Баума Тотошка падает в открытый люк в полу домика, который уже несёт ураган (через этот люк был вход в «ураганный погреб», где семья Дороти пряталась от ураганов). Однако давление воздуха не позволило ему упасть на землю, так что Дороти сумела схватить его и втащить обратно. У Волкова этот эпизод отсутствует, поскольку вход в «ураганный погреб» у него находится снаружи фургона, а не внутри, и соответственно люк в полу отсутствует.
- Дан портрет Гингемы как могущественной волшебницы, она названа сестрой Бастинды. У Баума Добрая Волшебница Севера говорит о Ведьме Востока как о могущественной злой волшебнице, а у местных жителей об этой ведьме только неприятные воспоминания, а волшебница Запада не является её сестрой.
- При встрече с Доброй Волшебницей Севера Дороти говорит: «Я думала, все волшебницы (witches — ведьмы) злые». Элли: «Вы волшебница? А как же мама говорила мне, что теперь нет волшебников?».
- Тотошка, попав в Волшебную страну, начинает разговаривать по-человечески, как все звери страны. В «Удивительном Волшебнике страны Оз» он остаётся бессловесным (хотя в одной из следующих книг выясняется, что он тоже умел говорить, но не хотел).
- Волшебная страна у Волкова более недоступна: от внешнего мира она отгорожена не только пустыней, но и сплошной кольцевой цепью непроходимых горных хребтов.
- Ориентация частей Волшебной страны по сторонам света является зеркальным отображением Оз: если у Баума Голубая страна, где начинает свой путь Дороти, находится на востоке, то у Волкова она на западе.
- Названия стран по цвету изменены: Жёлтой стране Баума соответствует Фиолетовая страна Волкова, и наоборот. Расположение стран у Волкова в целом менее логично, потеряна закономерность, согласно которой промежуточный цвет спектра — зелёный — находится между крайними. Но возникает другая закономерность — страны злых волшебниц — «холодных» цветов, страны добрых волшебниц — «тёплых».
- У Баума Жёлтая, Красная, Голубая и Фиолетовая страны являются таковыми в прямом смысле этого слова — так, в Голубой стране практически всё голубого цвета (даже почва и растения). У Волкова жители этих стран только предпочитают соответствующий цвет в одежде, а также в покраске своих домов.
- В «Волшебнике Страны Оз» волшебницы не названы по именам, за исключением Глинды, доброй волшебницы Юга. У Волкова добрую волшебницу Розовой страны зовут Стелла, а волшебницы Севера, Востока и Запада получают имена Виллина, Гингема и Бастинда, соответственно.
- У Волкова народцы Волшебной страны отличаются характерными приметами: Мигуны — мигают глазами, Жевуны — двигают челюстями. У Баума таких черт нет, только названия, которым Волков придумывает обоснование (заодно переименовав кводлингов в Болтунов).
- У Волкова волшебника зовут Гудвин, а страна называется Волшебной страной, у Баума страна именуется Оз, а волшебника, как выясняется в одной из последующих книг, зовут Оскар Зороастр Фадриг Исаак Норман Хенкл Эммануэль Амбройз Диггс (англ. Oscar Zoroaster Phadrig Isaac Norman Henkle Emmannuel Ambroise Diggs — инициалы образуют слово «OzPinhead», что означает «OзГлупец»).
- Элли получает предсказание о трёх заветных желаниях, которые должны быть исполнены, чтобы она смогла вернуться в Канзас. Перед Дороти никаких условий не поставлено, вместе с тем ей и не даётся никакого обещания, кроме краткого указания — идти в Изумрудный город. Кроме того, она получает Волшебный Поцелуй от Доброй Волшебницы Севера, гарантирующий ей безопасную дорогу, и вся трудность только в самом пешем пути. Путь же Элли не только далёк, но и смертельно опасен, и без надёжных друзей практически непреодолим.
- Дороти получает волшебные башмачки, а впоследствии и золотую шапку (заодно с дворцом) как законное наследство от убитых ею волшебниц. Элли и башмачки, и шапка достаются, в общем, случайно.
- У Баума Дороти принимают за фею из-за белого цвета платья, у Волкова Элли — из-за серебряных башмачков, а также из-за того, что она прилетела в Волшебную страну на своём доме-фургоне, который раздавил Гингему — тем самым избавив жевунов от её тирании.
- У Баума соломенное пугало остаётся безымянным, в то время как Дровосек в следующих книгах получает имя — Ник Чоппер. У Волкова пугало имеет прозвище «Страшила»[f], в то время как Дровосек остаётся безымянным (хотя, когда он был человеком, какое-то имя у него было).
- По Бауму ворона, которая посоветовала Страшиле получить мозги, научила остальных птиц его не бояться. У Волкова об этом прямо не говорится. Сама ворона описана у Волкова как «большая взъерошенная», у Баума она «старая». Если ворона Кагги-Карр у Волкова является одним из основных персонажей в последующих книгах, то у Баума и его продолжателей старая ворона больше не появляется, и по имени она не названа.
- Дровосек в книгах Волкова (и — по сложившейся традиции — в большинстве последующих русских переводов сказок о стране Оз) сделан из железа. У Баума он жестяной.
- Страшила у Волкова, в отличие от Баума, легко «теряет лицо» — нарисованные глаза и рот смываются водой, и их приходится рисовать заново.
- Между знакомством с Дровосеком и встречей с Трусливым Львом Волков вставляет дополнительную главу, в которой Людоед похищает Элли. Страшиле и Дровосеку с помощью Белки удаётся освободить девочку и убить Людоеда. После этого Белка в книгах больше не появляется.
- По Бауму, в лесу между оврагами обитают не Саблезубые тигры, а Калидасы — существа с телом медведя, головой тигра и такими длинными зубами, что любой из них мог бы разорвать льва на куски.
- У Волкова сообщается имя королевы полевых мышей (Рамина) и явно указывается, что при прощании она оставила Элли серебряный свисточек, которым её можно было вызвать. У Баума королева мышей просто говорит, что Дороти может в любое время позвать её, выйдя в поле, хотя впоследствии Дороти вызывает Королеву Мышей именно при помощи свистка, до этого в повествовании не фигурирующего.
- У Баума стражник, охраняющий дворец волшебника, сразу же пропускает путников, он назван просто «солдатом с зелёными бакенбардами», Волков даёт ему имя — Дин Гиор и вводит сцену с расчёсыванием бороды.
- Гудвин, посылая Элли и её друзей в Фиолетовую страну, приказывает им лишить Бастинду власти (неважно — каким способом). Оз даёт Дороти явный приказ убить злую волшебницу.
- Слова заклинания, вызывающего Летучих Обезьян, изменены — как и все заклинания в книгах Волкова, они более мелодичны и не требуют особых сопроводительных жестов, вроде стояния на одной ноге, как то было у Баума.
- Летучие Обезьяны не вредят Элли из страха перед серебряными башмачками. По Бауму, девочку защищает поцелуй доброй волшебницы Севера, у Волкова не упоминающийся вообще.
- Пребывание Элли в плену у Бастинды описано гораздо подробнее, появляется образ кухарки Фрегозы, добавлен мотив подготовки мигунами-придворными восстания против Бастинды.
- У Баума Дороти не знает о том, что волшебница Запада боится воды. У Волкова Элли знает об этом страхе Бастинды (она иногда даже использовала воду, разлитую на полу, чтобы на время отделаться от волшебницы), но не предполагает, что вода для неё смертельно опасна.
- У Баума, чтобы отобрать серебряный башмачок, колдунья использовала проволоку, которую сделала невидимой. У Волкова Бастинда лишилась всех магических инструментов и воспользовалась протянутой верёвкой.
- У Волкова к моменту пленения Элли Бастинда перестала быть волшебницей, и её теперь можно победить просто человеческими силами (чем и планировали воспользоваться участники будущего восстания). У Баума, несмотря на то, что злая волшебница лишилась своих магических союзников, она сохраняет способности к колдовству.
- Бастинда, когда Элли обливает её водой, объясняет, что она столетиями не умывалась и не чистила зубы, потому что получила предсказание о смерти от воды. У Баума Колдунья Запада просто констатирует, что вода её убьёт, а затем сообщает Дороти, что та остаётся хозяйкой замка, и признаётся, что была очень злой при жизни.
- История Летучих Обезьян у Волкова описана гораздо менее подробно, чем у Баума.
- У Волкова Тотошка обнаруживает прячущегося за ширмой Гудвина по запаху. По Бауму, Тотошка разоблачает волшебника случайно, когда отскакивает в сторону, испуганный рёвом Льва, и сбивает тонкую стенку, за которой прятался Оз.
- Гудвин, как и Элли, родом из Канзаса. Оз — из Омахи, рядом с Канзасом. Гудвин, до того как стать аэронавтом, был актёром, играл царей и героев, тогда как Оз был чревовещателем.
- У Баума более реалистично выглядит сюжетная линия с воздушным шаром. Оз не гарантирует, что сможет направить шар прямиком в Канзас, он может только перебраться через пустыню в Большой мир, чтобы там как-нибудь добраться до Канзаса. У Волкова обсуждение этого вопроса отсутствует (а в следующих книгах выясняется, что Волшебная страна расположена относительно недалеко, между Канзасом и Айовой).
- У Баума Оз не может в кустарных условиях получить водород для наполнения оболочки шара (сшитого Дороти), поэтому вынужден заполнить его горячим воздухом, рискуя, что тот может остыть над пустыней. У Волкова Гудвин каким-то образом добывает водород (что технически реально), которым он и наполняет свой воздушный шар, на котором он и прилетел в Волшебную страну.
- У Баума лжеволшебник Оз является неприятным и заносчивым человеком, обманывающим других без зазрения совести. У Волкова Гудвин — хоть и запутавшийся, выдающий себя за волшебника, но всё же приятный и добрый человек, который уже давно устал обманывать других и был рад тому, что Элли и её друзья его разоблачили, и ему больше не придётся притворяться и жить затворником. Гудвин решает просто улететь в свой родной Канзас и стать цирковым актёром (а в итоге он открывает торговую лавку).
- У Баума Страшила, став преемником Оза, всё равно остаётся «пугалом на троне» в потёртом голубом кафтане и стоптанных сапогах, у Волкова Страшила — эстет и щёголь, начинает правление с обновления собственного костюма (о чём мечтал ещё на колу в поле).
- По Бауму, путь к Доброй Волшебнице Юга проходит через лес с воюющими деревьями и Фарфоровую страну. У Волкова эти страны отсутствуют полностью, но добавлена глава с наводнением, так как Волков изменил направление течения и путь главной реки Волшебной страны. Она у него протекает с севера на юг, а затем — на восток в страну Мигунов, то есть разделяет Волшебную страну на две части: южную с Голубой и Розовой страной и северную с Жёлтой, Изумрудной и Фиолетовой страной. У Баума эта река течёт с юга, поворачивает на запад, проходя совсем близко от Изумрудного города чуть севернее, и течёт далее на запад. Таким образом, она не является препятствием на пути из Изумрудного города в Розовую страну.
- Когда звери в лесу просят Льва избавить их от паука, на вопрос «Есть львы в вашем лесу?» у Волкова отвечают «К великому нашему несчастью, ни одного», у Баума — «Раньше были, но паук съел их всех до одного. Правда, они были не такие крупные и храбрые, как ты».
- Последним препятствием на пути в Розовую страну у Волкова оказываются не Молотоголовые (англ. Hammer-Heads), а Прыгуны (Марраны). Тем не менее, в первой редакции книги они были описаны как «безрукие коротыши, стреляющие головами», что делало их более похожими на Молотоголовых.
- Элли вызывает Летучих Обезьян в стране Прыгунов, после того, как Тотошка подсказывает ей, что после третьего желания она может передать Золотую Шапку любому из друзей (тогда Элли обещает её Страшиле). Дороти не планирует использовать Летучих Обезьян в дальнейшем.
- По Волкову Розовую страну населяют Болтуны — любители поболтать, по Бауму — страна Красная и её жители ничем не отличаются от остальных людей страны Оз, кроме предпочтения красного цвета.
- Вернувшись в Канзас, Элли встречает в соседнем городке Гудвина. У Баума этого эпизода нет.

#### Отличия эмоционально-смысловой составляющей
Сравнение «Удивительного волшебника страны Оз» и «Волшебника Изумрудного города» показало значительные различия между этими произведениями по эмоционально-смысловой доминанте. В то время как текст оригинала можно считать нейтральным или полидоминантным (с элементами «красивого» и «весёлого» текста), переложение Волкова является «тёмным» текстом. Это проявляется в упоминаниях отсутствующих у Баума смен эмоциональных состояний, использовании слов «страх», «смех», детализации описаний, частом упоминании звуков и звукоподражаний. Очень часто упоминается вода: дождь и разлив реки являются основным событием главы «Наводнение», добавленной Волковым, в описании дворца Гудвина встречаются пруды, фонтаны, ров с водой — детали, которых в оригинале нет, упоминание ручья также появляется при описании оврага, пересекающего дорогу. Ещё одна особенность текста Волкова — частые восклицательные предложения, особенно в отрывках, отсутствовавших в оригинале.

## Переводы
Несмотря на то, что книга сама является переводом, она в свою очередь была переведена на многие языки, включая английский и немецкий, и издана практически во всех бывших социалистических странах.
Первое немецкое издание «Волшебника» вышло в ГДР и ФРГ в середине 1960-х. За 40 лет книга выдержала 10 изданий; даже после объединения Германии, когда для восточных немцев стали доступны оригинальные книги Баума, переводы книг Волкова продолжают выходить неизменно раскупаемыми тиражами. В текст 11-го издания, вышедшего в 2005 году, и последующих были внесены некоторые изменения, также книга получила новое оформление. Тем не менее в 2011 году по многочисленным требованиям читателей издательство было вынуждено вернуться к изданию книги в старом оформлении, в старой редакции перевода и даже с «традиционным» послесловием, обличающим недостатки капиталистического строя.

## Послесловие
В издание 1962 года Волков добавил послесловие, в котором подтвердил, что повесть является обработкой сказки Баума (это также было указано на титульном листе), и что в данный момент он работает над продолжением «Урфин Джюс и его деревянные солдаты».

## Продолжения сказки
Книги Волкова, входящие в цикл «Изумрудный город», связаны единой сюжетной линией в следующей последовательности:
1. «Волшебник Изумрудного города» (1939, 1959).
2. «Урфин Джюс и его деревянные солдаты» (1963).
3. «Семь подземных королей» (1964).
4. «Огненный бог Марранов» (1968).
5. «Жёлтый Туман» (1970).
6. «Тайна заброшенного замка» (1976, 1982).

В первых трёх книгах главной героиней остаётся девочка Элли; с четвёртой книги её сменяет младшая сестра по имени Энни вместе с неразлучным другом Тимом.
Известно, что Волков планировал также седьмую сказку — предысторию о юности Гудвина, но приступить к этому замыслу не успел. Позже Сергей Сухинов написал на эту тему повесть «Гудвин, Великий и Ужасный».
Существуют продолжения истории:
- повесть «Изумрудный дождь», написанная Юрием Кузнецовым (в жанре научной фантастики);
- серии книг «Изумрудный город» и «Сказки Изумрудного города», написанные Сергеем Сухиновым (фэнтези-эпопея);
- повесть «Лазурная фея Волшебной страны», написанная Алексеем Шпагиным (стилизация под слог А. М. Волкова).

## В культуре

### Экранизации и постановки
- «Волшебник Изумрудного города» — двухсерийный кукольный телеспектакль (Центральное телевидение, СССР, 1968)[10]. Режиссёр: Нина Зубарева. Роли озвучивали: Мария Виноградова, Ростислав Плятт, Борис Рунге, Алексей Покровский, Олег Табаков, Сергей Цейц. В роли клоуна — Анатолий Баранцев. Композитор — Геннадий Гладков, автор слов песен — Юрий Энтин. Автор сказки в титрах назван «Алексеем» Волковым.
- «Волшебник Изумрудного города» — многосерийный мультфильм (ТО «Экран», СССР, 1973—1974):
  - 1-я серия «Элли в Волшебной стране»
  - 2-я серия «Дорога из жёлтого кирпича»
  - 3-я серия «Изумрудный город»
  - 4-я серия «Королевство Бастинды»
  - 5-я серия «Разоблачение Великого и Ужасного»
- «Волшебник Изумрудного города» — кинофильм (Киностудия имени М. Горького, Россия, 1994). Режиссёр: Павел Арсенов.
- «Приключения в Изумрудном городе» — многосерийный мультфильм («Мельница» по заказу «НТВ-кино», 1999—2000), режиссёры Александр Макаров, Илья Максимов и Денис Чернов:
  - 1-я серия «Серебряные туфельки»
  - 2-я серия «Тайна Великого волшебника»

Мультфильм снят по оригинальным сказкам Баума, но c использованием деталей и сюжетных элементов «Волшебника Изумрудного города».
- В 1970 году по мотивам сказки Ф. Баума и книги А. Волкова фирмой «Мелодия» была выпущена пластинка с литературно-музыкальной композицией «Волшебник Изумрудного города». Роли озвучивали: Е. Синельникова (Элли), В. Доронин (Страшила), А. Папанов (Железный Дровосек), Р. Плятт (Трусливый Лев), И. Мазинг (Тотошка, Бастинда), Г. Вицин (Гудвин), М. Бабанова (Виллина), Е. Началов (Вожак Летучих обезьян), Н. Алексахин (Страж, Тигр), А. Костюкова (Мама) и Е. Фридман (Папа).

- В Германии по книге (в переводе Л. Штайнмеца) были поставлены две радиопьесы:
  - Der Zauberer der Smaragdenstadt, Режиссёр: Дитер Шарфенберг, LITERA junior 1991, MC.
  - Der Zauberer der Smaragdenstadt, Режиссёр: Поль Хартманн, Deutsche Grammophon — Junior 1994, MC.

- В мае 2006 года была выпущена аудиоверсия книги на двух CD. Der Zauberer der Smaragdenstadt, Jumbo Neue Medien, 2CD, ISBN 3-8337-1533-2 Текст читала актриса и режиссёр Катарина Тальбах.
- «Волшебник Изумрудного города. Дорога из жёлтого кирпича» (2025) — фэнтезийный фильм режиссёра Игоря Волошина. Премьера состоялась 1 января 2025 года. Фильм охватывает события первой части книги — от попадания Элли и Тотошки в Волшебную страну до прихода Элли и её друзей в Изумрудный город.

### Театральные постановки
- «Волшебник Изумрудного города» — РАМТ — премьера состоялась 07.03.2004.
- «Волшебник Изумрудного города» — Театр имени Н. И. Сац.
- «Волшебник Изумрудного города» — Русский драматический театр «Мастеровые» г. Набережные Челны, премьера состоялась 26 ноября 2017 года.
- «Волшебник Изумрудного города» — театр «Мастерская» г. Санкт-Петербург, премьера состоялась 17 ноября 2018 года.

### Видеоигры
- Волшебник Изумрудного города. Загадки Гудвина (15.10.2008)
- Волшебник Изумрудного города. Буквы и цифры с Элли (25.02.2009)
- Волшебник Изумрудного города. Огненный бог Марранов (02.07.2008)
- Волшебник Изумрудного города: Азбука с Элли (30.01.2008)
- Волшебник Изумрудного города: Английский с Элли (05.09.2007)
- Волшебник Изумрудного Города: География с Элли (19.12.2007)
- Волшебник Изумрудного города: Математика с Элли (30.01.2008)
- Волшебник Изумрудного города: Урфин Джюс и его деревянные солдаты (05.09.2007)
- По мотивам книги компанией «Акелла» в 2007 году была выпущена компьютерная игра[11][12]

### Прочее
Книга входит в программу для студентов педагогических вузов по учебной дисциплине «Детская литература».

## Комментарии
1. ↑  Пещера тоже появляется в этом издании — в двух предыдущих Гингема, как и баумовская Злая Ведьма Востока, жила в доме. А вот её гастрономические пристрастия и корзина пиявок вместо коровы и двух баранов, как было в первом издании и у Баума, от тётки девушки Железного Дровосека — ещё в издании 1941 года.
2. ↑  Примечательно, что в поздних книгах Баума, а также в книгах Рут Пламли Томпсон страна Жевунов тоже оказывается на западе.
3. ↑  При этом пропала связь с их пристрастием к золоту.
4. ↑  За исключением набалдашника из слоновой кости на трости, подаренной Мигунами Страшиле.
5. ↑  Фамилии девочек не упоминаются ни в баумовском, ни в волковском «Волшебнике» и появляются только в третьих книгах обоих циклов.
6. ↑  Что, впрочем, и означает «пугало» в ряде славянских языков.
7. ↑  Однако в продолжениях она несколько уходит в тень, уступая в активности своим новым спутникам: дяде Чарли Блеку во второй книге и троюродному брату Фреду Каннингу в третьей.